# Andreas Kofler
Andreas Kofler (* 17. Mai 1984 in Innsbruck) ist ein ehemaliger österreichischer Skispringer. Er war Mitglied der Nationalmannschaft des ÖSV, mehrfacher Weltmeister und Olympiasieger mit der Mannschaft bei den Olympischen Winterspielen sowie Sieger der Vierschanzentournee 2009/10.

## Karriere
Andreas Kofler schaffte in der Saison 2002/03 den Sprung in den Weltcup-Kader des ÖSV und machte dort von Beginn an mit guten Resultaten auf sich aufmerksam. Am 12. Dezember 2002 feierte er mit dem dritten Platz in Titisee-Neustadt den ersten Podestplatz im Weltcup und nur wenige Wochen später beendete er seine erste Vierschanzentournee auf dem vierten Gesamtrang.
Es folgten zwei weniger erfolgreiche Jahre, ehe ihm in der Saison 2005/06 der endgültige Durchbruch in der Weltspitze gelang. Seinen ersten Sieg im Weltcup feierte Kofler am 4. Februar 2006 in Willingen, einen Tag später erreichte er mit der Mannschaft den zweiten Rang im Teamwettbewerb.
Bei den Olympischen Winterspielen 2006 gewann er die Silbermedaille auf der Großschanze mit einem Rückstand von nur 0,1 Punkten auf seinen Teamkollegen Thomas Morgenstern und die Goldmedaille im Teambewerb. Bei der Nordischen Skiweltmeisterschaft 2007 in Sapporo konnte er ebenfalls mit der Mannschaft die Goldmedaille im Springen von der Großschanze gewinnen und belegte von der Normalschanze den 6. Rang. Am Ende der Saison erreichte er noch den zweiten Gesamtrang beim Nordic Tournament hinter Adam Małysz.
Die Saison 2007/08 begann für Kofler gut mit jeweils zweiten Plätzen bei den Springen von Trondheim und Engelberg hinter seinem Teamkollegen Thomas Morgenstern. Beim zweiten Springen von Engelberg stürzte er bei der Tageshöchstweite von 139 m, blieb aber unverletzt. Beim Auftakt zur Vierschanzentournee 2007/08 in Oberstdorf stürzte er nach einer verpatzten Landung erneut und krachte in die Werbeabgrenzung. Danach fiel er in ein Formtief und konnte auch in der nächsten Saison keine guten Resultate im Weltcup erzielen. Im Continental Cup erreichte er zwei Siege.
Erst zum Beginn der Saison 2009/10 erzielte Kofler mit Rang drei in Engelberg wieder einen Stockerlplatz. Danach holte er sich zum Auftakt der Vierschanzentournee 2009/10 in Oberstdorf den Sieg vor dem Finnen Janne Ahonen und gewann schließlich auch die Gesamtwertung vor Janne Ahonen und Wolfgang Loitzl.
Bei den Olympischen Winterspielen 2010 in Vancouver blieb er im Springen von der Normalschanze mit dem 19. Platz deutlich hinter den Erwartungen, auf der Großschanze verfehlte er dann um nur einen Punkt das Podest. Das Teamspringen gewann er gemeinsam mit Wolfgang Loitzl, Thomas Morgenstern und Gregor Schlierenzauer vor Deutschland und holte somit seine zweite Goldmedaille.
Die Saison 2010/11 begann für Kofler mit dem Sieg beim Auftaktspringen im finnischen Kuusamo sehr erfolgreich. Es war der insgesamt dritte Weltcup-Sieg seiner Karriere. In derselben Saison konnte er noch zwei weitere Siege verzeichnen. Bei den Weltmeisterschaften 2011 in Oslo gewann er mit der Mannschaft die Goldmedaille sowie Silber von der Normalschanze. Bronze auf der Großschanze verpasste er knapp als Vierter hinter dem Schweizer Simon Ammann, der durch seinen dritten Platz auch einen österreichischen Dreifacherfolg in diesem Wettbewerb verhinderte.
Aufgrund von Rückenproblemen musste Kofler längere Teile der Vorbereitung auf die Saison 2011/12 aussetzen. Trotzdem konnte er die drei ersten Bewerbe der Saison für sich entscheiden. Am Ende der Saison erreichte er mit dem dritten Platz hinter Anders Bardal und Gregor Schlierenzauer im Gesamtweltcup seine bisher beste Platzierung.
In den Winter 2012/13 startete Kofler mit der Mannschaft schwach als Zwölfter in Lillehammer. Auch im Einzel kam er nicht über Rang 15 von der Normal- und Rang 23 von der Großschanze hinaus. In Kuusamo fand er zurück zu alter Stärke und sprang als Achter wieder unter die Top 10. Bei der folgenden Olympiageneralprobe auf den Schanzen in Sotschi gewann er nach einem dritten Platz im ersten Springen am zweiten Tag seinen elften Einzelweltcup. Auch beim folgenden Weltcup in Engelberg stand er ganz oben auf dem Podest. Die folgende Vierschanzentournee 2012/13 beendete Kofler auf Platz 15 der Gesamtwertung. Seine beste Einzelplatzierung erreichte er dabei mit Platz 13 in Bischofshofen. In Zakopane feierte er mit der Mannschaft als Dritter hinter Slowenien und Polen einen weiteren Podestplatz. Für die Nordischen Skiweltmeisterschaften 2013 verpasste Kofler die Qualifikation. Auch ein Jahr später verpasste Kofler aufgrund der hohen Erfolgsdichte im österreichischen Nationalkader die Qualifikation für die Olympischen Winterspiele in Sotschi. Im März 2014 überzeugte er jedoch wieder im Weltcup und stand als Zweiter von der Großschanze in Trondheim erneut auf dem Podium. In Planica feierte er mit dem Team erneut einen Weltcupsieg.
In die Saison 2014/15 startete Kofler durchwachsen. Nachdem er in Klingenthal noch im ersten Durchgang ausgeschieden war, wurde er in Ruka Vierter. Die Vierschanzentournee 2014/15 begann er mit einem fünften Platz in Oberstdorf. Nachdem er in Garmisch-Partenkirchen als Zwölfter erneut gut platziert war, verpasste er auf den beiden österreichischen Schanzen jeweils das Finale deutlich. Am Ende reichte es so nur zu Rang 23 der Gesamtwertung. Ab dem Frühjahr 2015 startete Kofler auch vermehrt im Skisprung-Continental-Cup.
Im Oktober 2016 gewann Kofler bei den Österreichischen Meisterschaften 2016 in Eisenerz zusammen mit Elias Tollinger, Clemens Aigner und Manuel Fettner im Mannschaftswettbewerb die Goldmedaille. Außerdem gewann er Bronze im Einzelwettbewerb von der Normalschanze. Ein Erfolgserlebnis gab es für ihn im Dezember 2016 in Engelberg, als er beim Weltcup-Springen auf dem dritten Rang landete; es sollte seine letzte Weltcup-Podestplatzierung in seiner Karriere werden.
Für die Saison 2017/18 wurde Kofler von Nationaltrainer Kuttin in den Continental-Cup-Kader berufen. Bei der Vierschanzentournee 2018/19 nahm er bei den Springen in Österreich an der Qualifikation teil, verpasste jedoch den Wettbewerb. Für den gesamten Winter 2018/19 blieb Kofler wie im Vorjahr im B-Kader.
Am 6. Mai 2019 gab Kofler im Rahmen einer Pressekonferenz in Wien seinen Rücktritt bekannt und wird sich in den Dienst der Polizei stellen. Im September 2019 absolvierte Kofler den ersten Teil der Trainerausbildung für Skisprung.

## Erfolge

### Olympische Winterspiele
Olympische Winterspiele 2006 in Turin
- Normalschanze: 11.
- Großschanze: Silber
- Teamspringen: Gold

Olympische Winterspiele 2010 in Vancouver
- Normalschanze: 19.
- Großschanze: 4.
- Teamspringen: Gold

### Weltcupsiege im Einzel
| Nr. | Datum             | Ort         | Typ           |
| --- | ----------------- | ----------- | ------------- |
| 01. | 4. Februar 2006   | Willingen   | Großschanze   |
| 02. | 29. Dezember 2009 | Oberstdorf  | Großschanze   |
| 03. | 28. November 2010 | Kuusamo     | Großschanze   |
| 04. | 19. Dezember 2010 | Engelberg   | Großschanze   |
| 05. | 16. Jänner 2011   | Sapporo     | Großschanze   |
| 06. | 27. November 2011 | Kuusamo     | Großschanze   |
| 07. | 3. Dezember 2011  | Lillehammer | Normalschanze |
| 08. | 4. Dezember 2011  | Lillehammer | Großschanze   |
| 09. | 18. Dezember 2011 | Engelberg   | Großschanze   |
| 10. | 4. Jänner 2012    | Innsbruck   | Großschanze   |
| 11. | 9. Dezember 2012  | Sotschi     | Normalschanze |
| 12. | 15. Dezember 2012 | Engelberg   | Großschanze   |

### Weltcupsiege im Team
| Nr. | Datum             | Ort        | Typ           |
| --- | ----------------- | ---------- | ------------- |
| 01. | 4. März 2006      | Lahti      | Großschanze   |
| 02. | 11. Februar 2007  | Willingen  | Großschanze   |
| 03. | 10. März 2007     | Lahti      | Großschanze   |
| 04. | 7. Februar 2009   | Willingen  | Großschanze   |
| 05. | 27. November 2009 | Kuusamo    | Großschanze   |
| 06. | 30. Jänner 2010   | Oberstdorf | Flugschanze   |
| 07. | 27. November 2010 | Kuusamo    | Großschanze   |
| 08. | 29. Jänner 2011   | Willingen  | Großschanze   |
| 09. | 6. Februar 2011   | Oberstdorf | Flugschanze   |
| 10. | 12. März 2011     | Lahti      | Großschanze   |
| 11. | 19. März 2011     | Planica    | Flugschanze   |
| 12. | 27. November 2011 | Kuusamo    | Großschanze   |
| 13. | 3. März 2012      | Lahti      | Normalschanze |
| 14. | 17. März 2012     | Planica    | Flugschanze   |
| 15. | 22. März 2014     | Planica    | Großschanze   |

### Grand-Prix-Siege im Einzel
| Nr. | Datum           | Ort        | Typ         |
| --- | --------------- | ---------- | ----------- |
| 01. | 12. August 2006 | Einsiedeln | Großschanze |
| 02. | 1. August 2008  | Einsiedeln | Großschanze |

### Grand-Prix-Siege im Team
| Nr. | Datum           | Ort          | Typ           |
| --- | --------------- | ------------ | ------------- |
| 01. | 5. August 2006  | Hinterzarten | Normalschanze |
| 02. | 11. August 2007 | Hinterzarten | Normalschanze |
| 03. | 26. Juli 2008   | Hinterzarten | Normalschanze |
| 04. | 6. August 2011  | Hinterzarten | Normalschanze |

### Continental-Cup-Siege im Einzel
| Nr. | Datum           | Ort     | Typ           |
| --- | --------------- | ------- | ------------- |
| 01. | 31. August 2002 | Falun   | Normalschanze |
| 02. | 1. März 2009    | Wisła   | Großschanze   |
| 03. | 22. März 2009   | Kuusamo | Großschanze   |

## Statistik

### Weltcup-Platzierungen
| Saison  | Platz | Punkte |
| ------- | ----- | ------ |
| 2002/03 | 16.   | 0506   |
| 2003/04 | 21.   | 0263   |
| 2004/05 | 40.   | 082    |
| 2005/06 | 07.   | 0699   |
| 2006/07 | 07.   | 0727   |
| 2007/08 | 13.   | 0627   |
| 2008/09 | 36.   | 0102   |
| 2009/10 | 04.   | 0893   |
| 2010/11 | 04.   | 1128   |
| 2011/12 | 03.   | 1203   |
| 2012/13 | 17.   | 0473   |
| 2013/14 | 12.   | 0468   |
| 2014/15 | 29.   | 0173   |
| 2015/16 | 38.   | 062    |
| 2016/17 | 23.   | 307    |

### Grand-Prix-Platzierungen
| Saison | Platz | Punkte |
| ------ | ----- | ------ |
| 2002   | 26.   | 045    |
| 2003   | 27.   | 032    |
| 2004   | 24.   | 062    |
| 2005   | 07.   | 200    |
| 2006   | 03.   | 397    |
| 2007   | 09    | 230    |
| 2008   | 05.   | 318    |
| 2009   | 49.   | 030    |
| 2010   | 46.   | 023    |
| 2012   | 48.   | 029    |
| 2013   | 30.   | 101    |
| 2014   | –     | 000    |
| 2015   | 59.   | 032    |
| 2016   | 31.   | 079    |
| 2017   | 61.   | 015    |
| 2018   | 22.   | 088    |

### Schanzenrekorde
| Ort         | Land     | Weite               | aufgestellt am   | Rekord bis   |
| ----------- | -------- | ------------------- | ---------------- | ------------ |
| Oslo        | Norwegen | 139,5 m (HS: 134 m) | 14. März 2010    | 5. März 2011 |
| Oslo        | Norwegen | 141 m (HS: 136 m)   | 5. März 2011     | 9. März 2019 |
| Lillehammer | Norwegen | 105 m (HS: 100 m)   | 3. Dezember 2011 | aktuell      |

## Auszeichnungen (Auszug)
- 2006: Goldenes Ehrenzeichen für Verdienste um die Republik Österreich[9]
- 2012: Teil der österreichischen Mannschaft des Jahres (Nationalmannschaft Skispringen)

## Privates
Andreas Kofler lebt wie sein ÖSV-Teamkollege Gregor Schlierenzauer in dem Tiroler Ort Fulpmes, wo er auch aufgewachsen ist. Er ist Absolvent der Skihandelsschule Stams und springt für den SV Innsbruck-Bergisel. Nach seinem Grundwehrdienst war Kofler ab dem 9. August 2004 bis zum 31. Mai 2007 als Soldat im Österreichischen Bundesheer im Bundesheer Leistungssport tätig. Er erreichte den Dienstgrad Korporal und konnte in dieser Zeit neben Silber und Gold bei den Olympischen Spielen 2006 seinen ersten Weltcupsieg „Einzel“ sowie die ersten drei Weltcupsiege „Team“ gewinnen. Im Jahr 2007 begann Kofler die für Polizeispitzensportler vierjährige Ausbildung zum Exekutivbediensteten der österreichischen Bundespolizei im Bildungszentrum Salzburg der Sicherheitsakademie. Im Mai 2011 bestand Kofler die Abschlussprüfung und schloss damit seine Ausbildung ab.
Am 20. Mai 2017 heiratete Andreas Kofler in Mieders seine langjährige Freundin Mirjam. Am 1. Juni 2018 kam die gemeinsame Tochter Luise zur Welt.